# マスコギー郡 (オクラホマ州)
マスコギー郡（英: Muskogee County）は、アメリカ合衆国オクラホマ州の東部に位置する郡である。2010年国勢調査での人口は70,990人であり、2000年の69,451人から2.2%増加した。郡庁所在地はマスコギー市（人口39,223人）であり、同郡で人口最大の都市でもある。マスコギー郡はその全体でマスコギー小都市圏を構成している。

## 郡政府
郡政府の選挙で選ばれる役人と郡庁舎は郡庁所在地のマスコギー市にある。

## 地理
アメリカ合衆国国勢調査局に拠れば、郡域全面積は839平方マイル (2,173 km2)であり、このうち陸地は814平方マイル (2,108 km2)、水域は25平方マイル (65 km2)で水域率は3%である。

### 主要高規格道路
| - 州間高速道路40号線 - アメリカ国道62号線 - アメリカ国道64号線 - アメリカ国道69号線 | - オクラホマ州道2号線 - オクラホマ州道10号線 - オクラホマ州道16号線 - オクラホマ州道72号線 - マスコギー・ターンパイク |

### 隣接する郡
- ワゴナー郡 - 北
- チェロキー郡 - 北東
- セコイア郡 - 東
- ハスケル郡 - 南東
- マッキントッシュ郡 - 南西
- オクマルギー郡 - 西
- タルサ郡 - 北西

### 国立保護地域
- セコイア国立野生生物保護区（部分）

## 人口動態

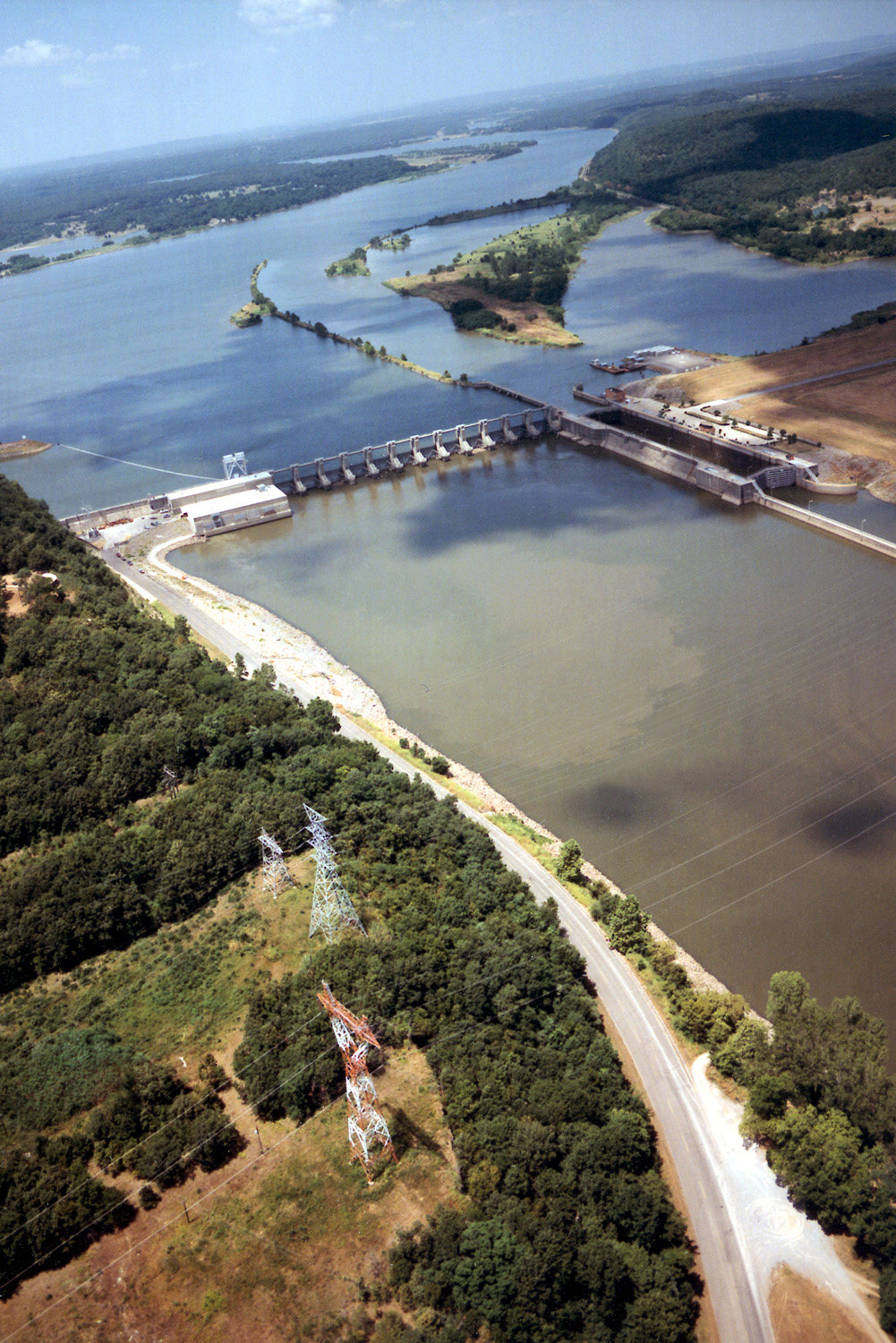
郡内を流れるアーカンザス川。ウェバーズフォールズ閘門とダムで船舶航行が可能であり、アメリカ陸軍工兵司令部が保守を行っている

以下は2000年国勢調査による人口統計データである。
| 基礎データ - 人口: 69,451人 - 世帯数: 26,458 世帯 - 家族数: 18,467 家族 - 人口密度: 33人/km2（85人/mi2） - 住居数: 29,575軒 - 住居密度: 14軒/km2（36軒/mi2） 人種別人口構成 - 白人: 63.73% - アフリカン・アメリカン: 13.16% - ネイティブ・アメリカン: 14.88% - アジア人: 0.58% - 太平洋諸島系: 0.03% - その他の人種: 1.19% - 混血: 6.43% - ヒスパニック・ラテン系: 2.67% 年齢別人口構成 - 18歳未満: 25.9% - 18-24歳: 9.5% - 25-44歳: 26.7% - 45-64歳: 22.6% - 65歳以上: 15.3% - 年齢の中央値: 37歳 - 性比（女性100人あたり男性の人口） - 総人口: 93.3 - 18歳以上: 88.9 | 世帯と家族（対世帯数） - 18歳未満の子供がいる: 31.8% - 結婚・同居している夫婦: 52.8% - 未婚・離婚・死別女性が世帯主: 13.3% - 非家族世帯: 30.2% - 単身世帯: 26.7% - 65歳以上の老人1人暮らし: 12.3% - 平均構成人数 - 世帯: 2.51人 - 家族: 3.03人 収入と家計 - 収入の中央値 - 世帯: 28,438米ドル - 家族: 34,7932米ドル - 性別 - 男性: 28,670米ドル - 女性: 20,4576米ドル - 人口1人あたり収入: 14,828米ドル - 貧困線以下 - 対人口: 17.9% - 対家族数: 14.1% - 18歳未満: 24.0% - 65歳以上: 14.7% |

## 都市と町
| - マスコギー（郡庁所在地） - ボイントン - ブラッグス - カウンシルヒル - フォートギブソン - ハスケル - オクタハ - ポーラム - リバーボトム | - サンドヒルズ - シムズ - サワージョン - サミット - トラフト - ウェインライト - ワーナー - ウェバーズフォールズ |